# Malaxis chevalieri
Malaxis chevalieri är en orkidéart som beskrevs av Victor Samuel Summerhayes. Malaxis chevalieri ingår i släktet knottblomstersläktet, och familjen orkidéer. Inga underarter finns listade i Catalogue of Life.